# Шред
Шред (также шреддинг, англ. shred) — стиль игры на электрогитаре, главной особенностью которого в значительной мере являются быстрые гитарные соло. Хоть некоторые критики утверждают, что шреддинг связан со свипом, уменьшенными и гармоническими минорными гаммами, тэппингом и дайв-бомбами, несколько авторов гитарных пособий утверждают, что это скорее всего больше музыкальное определение, чем отдельный термин, используемый гитаристами и любителями инструментальной музыки. Шред обычно ссылается на игру метал-гитаристов, в которой используются быстрые тэппинг-соло и драматические эффекты, такие как дайв-бомбы. Термин иногда используется в качестве идиомы для таких стилей музыки, как блюграсс, кантри, джаз-фьюжн и блюз.
Эта техника включает в себя: свиповый, переменный и тремоло штрихи, пропуск струн, двуручный или одноручный тэппинг, легато и трели. Такие приёмы, как легато, тэппинг и свип «обязан» играть любой шред-гитарист. Основные особенности игры шред-гитаристов: свиповый штрих, тэппинг, легато, дайв-бомбы, скоростные риффы и пауэр-аккорды В своей музыке шред-гитаристы также используют: двух- или трёх-октавные гаммы, триоли, восходящее и нисходящее легато, сыгранные в быстром темпе. Часто такие переходы присутствуют в аранжировках в виде сложной последовательной комбинации, придающей музыке более плотную структуру. Эти переходы могут быть сыграны при помощи штрихов или отдельных нот, используя такие техники, как переменный или экономный штрих. Кроме того, эти переходы можно сыграть несколькими нотами (тремоло) или быстрыми сменами хаммер-онов и / или пулл-оффов (легато). Шред-гитарист в свою игру может также включать синкопы и полиритмы.
Свиповый штрих используется для игры крайне быстрых арпеджио по всему грифу (иногда на всех струнах). Тэппинг используется для игры быстрых нотных арпеджио или чистого легато, не штрихуя ноты. В шреддинге также используются пассажи с широкими интервалами для создания легато. Некоторые исполнители используют сложные комбинации тэппинга, свипа и легато. Благодаря такой сложной комбинации увеличивается скорость исполнения и уменьшается дребезжание руки.

## История
Стиль приобрёл популярность в середине восьмидесятых годов.
В 1974 году немецкая группа Scorpions с новым гитаристом Ульрихом Ротом записала альбом Fly to the Rainbow. В этом альбоме заглавная песня Рота включала «одни из самых глубоких и мощных дайв-бомб за всю историю». Год спустя, игра Ульриха Рота в альбоме In Trance «станет прототипом шред-гитары». Всё, что связано со шредом, можно было найти в этой блестящей коллекции песен — свиповые арпеджио, уменьшённые минорные гармонические гаммы, тэппинг, а также «… потрясающие дайв-бомбы». В 1979 году Ульрих Рот покинул Scorpions, чтобы создать свой собственный коллектив под названием Electric Sun. В дебютном альбоме Earthquake, «содержались целые кучи завораживающих упражнений на грифе, а также весьма ловкие перестановки пальцев». В 1978 году никому ранее не известный гитарист из Лос-Анджелеса Эдди Ван Хален написал композицию «Eruption». Мощный звуковой ураган электрогитары «состоял преимущественно из быстрого тэппинга, который до этого довольно редко звучал в рок-музыке». Крис Янцик утверждает, что «именно эта запись и породила стиль шред».
Сайт в статье «Взрыв гиперпространства потусторонней силой шреда» из книги «Shred!», заявляет, что пионерами данного стиля являются Эдди Ван Хален, Эл Ди Меола и Ричи Блэкмор. Быстрый стиль игры в сочетании с сильно искаженным мощным звуком получил новое прозвище — шред. Прогрессивный рок, хэви-метал, хард-рок, и джаз-фьюжн — все эти направления успешно развивали стиль на протяжении последних двух десятилетий. В целом, однако, фраза «шред-гитара» была традиционно связана с инструментальным роком и хэви-металом. Эта ассоциация в настоящее время стала менее распространённой, так как современные, развитые жанры метала также взяли на вооружение шреддинг. В 1990-е годы популярность шреда резко снизилась в связи с подъёмом гранжа и ню-метала, так как оба стиля избегали роскошных гитарных соло. Тем не менее андеграундные исполнители, такие как Шон Лейн и Бакетхэд, впоследствии возродили этот стиль и вывели его на новый уровень.
В 2003 году журнал Guitar One Magazine поставил Майкла Анджело Батио на первое место в списке «самых быстрых шред-гитаристов всех времён», а на второе и третье места — соответственно, Криса Импеллиттери и Ингви Мальмстина.
В 2011 году Джон Тейлор, преподаватель по гитаре из штата Колорадо, установил мировой рекорд, сыграв «Полёт шмеля» при 600 ударах в минуту.

## Оборудование
Шред-гитаристы часто используют цельнокорпусные электрогитары, такие как Ibanez, Gibson, Fender, Kramer, Jackson, Carvin, Deviser, Charvel, Schecter, B.C. Rich или ESP. Многие шред-гитаристы используют свои именные модели фирм B.C. Rich или Dean, а также современные версии таких классических гитар, как Gibson Flying V и Gibson Explorer. Гитары с двойным сечением дают исполнителям более лёгкий доступ к высоким ладам. Некоторые шред-гитаристы, такие как Ульрих Рот, пользовались заказными тремоло-системами и музыкальными инструментами, такими как «Sky» гитара. «Sky» гитара позволила значительно расширить звуковой диапазон, а также достичь нот, ранее доступных только для струн мира скрипок.
Некоторые шред-гитаристы играли на семи- и восьмиструнных электрогитарах, чтобы ещё больше расширить звуковой диапазон. Большинство шред-гитаристов используют целый ряд эффектов, такие как искажение и компрессор для облегчения исполнения тэппинга и легато, тем самым создавая уникальный звук. Часто шред — гитаристы используют ламповые усилители, такие как Marshall, Carvin, Peavey, Mesa Boogie, ENGL, Laney, Hughes & Kettner, Krank и Randall.